# Garth Joseph
Garth McArthur Fitzgerald Joseph (Roseau, Dominica; 8 de agosto de 1973) es un exjugador de baloncesto dominiqués que disputó una temporada en la NBA, desarrollando el resto de su carrera en ligas menores de su país, Europa, Asia y Oriente Medio. Con 2,18 metros de estatura, lo hacía en la posición de pívot.

## Trayectoria deportiva

### Universidad
Jugó durante tres temporadas en los  Golden Knights de The College of Saint Rose, en las que promedió 14,5 puntos, 12,0 rebotes y 3,3 tapones por partido, convirtiéndose en el máximo reboteador y taponador de la historia de los Knights. Es el único jugador de su universidad en llegar a jugar en la NBA.

### Profesional
Tras no ser elegido en el Draft de la NBA de 1997, jugó en el Peristeri BC griego hasta que mediada la temporada fue reemplazado por Antonio Watson. Jugó posteriormente en ligas menores de su país, siendo incluido en 1999 en el mejor quinteto defensivo de la USBL.
En 2000 fichó por los Toronto Raptors, convirtiéndose en el primer jugador de Dominica en llegar a jugar en la NBA. Jugó únicamente dos partidos en la franquicia canadiense, consiguiendo dos puntos y dos rebotes, antes de ser traspasado junto con Kevin Willis, Aleksandar Radojevic y una futura ronda del draft a los Denver Nuggets a cambio de Keon Clark, Tracy Murray y Mamadou N'Diaye. En los Nuggets disputó también únicamente dos partidos, en los que no consiguió anotar. Al finalizar la temporada, estuvo presente en la Liga de Verano de Boston -donde jugó con los Washington Wizards- y participó del campo de entrenamiento de los Sacramento Kings, pero ninguna franquicia le ofreció un contrato para continuar en la NBA. 
Posteriormente su carrera prosiguió en diferentes equipos de Francia, China, Irán, Egipto, Ucrania y finalmente en su país, Dominica, donde jugó para los Glam X-Men.

## Estadísticas de su carrera en la NBA

### Temporada regular
| Temporada | Edad | Equipo          | Liga | Pos. | P | TIT | MIN | TC  | TCA | %TC  | 3P  | 3PA | %3P | 2P  | 2PA | %2P  | TL  | TLA | %TL  | R.OF. | R.DEF. | REB | ASIS | ROB | TAP | PER | FP  | PTS |
| 2000-01   | 27   | TOTAL           | NBA  | C    | 4 | 0   | 4.0 | 0.3 | 1.3 | .200 | 0.0 | 0.0 |     | 0.3 | 1.3 | .200 | 0.0 | 0.5 | .000 | 0.5   | 0.0    | 0.5 | 0.3  | 0.0 | 0.3 | 0.5 | 0.3 | 0.5 |
| 2000-01   | 27   | Toronto Raptors | NBA  | C    | 2 | 0   | 4.0 | 0.5 | 1.0 | .500 | 0.0 | 0.0 |     | 0.5 | 1.0 | .500 | 0.0 | 0.0 |      | 1.0   | 0.0    | 1.0 | 0.5  | 0.0 | 0.0 | 0.5 | 0.5 | 1.0 |
| 2000-01   | 27   | Denver Nuggets  | NBA  | C    | 2 | 0   | 4.0 | 0.0 | 1.5 | .000 | 0.0 | 0.0 |     | 0.0 | 1.5 | .000 | 0.0 | 1.0 | .000 | 0.0   | 0.0    | 0.0 | 0.0  | 0.0 | 0.5 | 0.5 | 0.0 | 0.0 |
| Total     |      |                 | NBA  |      | 4 | 0   | 4.0 | 0.3 | 1.3 | .200 | 0.0 | 0.0 |     | 0.3 | 1.3 | .200 | 0.0 | 0.5 | .000 | 0.5   | 0.0    | 0.5 | 0.3  | 0.0 | 0.3 | 0.5 | 0.3 | 0.5 |